# 出嶋民雄
出嶋 民雄（でじま　たみお、1947年2月21日  - ）は、日本の元スピードスケート選手。長野県佐久市出身。
立教大学在学時の1968年グルノーブルオリンピックでは500m33位。
1971年富士急行に入社、1974年から1981年まで同チーム監督を務めた。